# Frans Ernst Oldenburg
Frans Ernst Oldenburg, född omkring 1716 i Braunschweig, död 1762, var en svensk brukspatron.

## Biografi
Frans Ernst Oldenburg föddes omkring 1716 i Braunschweig. Han fick 1748 burskap i Stockholm och arbetade där som gulddragare. Oldenburg kom att äga några stenhus i Stockholm, ägde 1⁄2 av Nyköpings sockerbruk, 1⁄4 av Hornsbergs sockerbruk och Tullinge säteri. Han avled 1762.

### Familj
Oldenburg var gift och fick barnen gulddragaråldermannen Carl Ernst Oldenburg (1744–1812) och överstelöjtnanten Johan Fredrich Oldenburg (1756–1826).